# Ronde van België 2014
De 84e editie van de Ronde van België vond in 2014 plaats van 28 mei tot en met 1 juni. De start was in Lochristi, de finish in Oerle. De ronde maakte deel uit van de UCI Europe Tour 2014, in de categorie 2.HC. De wedstrijd werd voor de derde keer op rij gewonnen door de Duitse wereldkampioen tijdrijden Tony Martin.

## Deelnemende ploegen
| WorldTour               | ProContinentaal             | Continentaal                  |
| ----------------------- | --------------------------- | ----------------------------- |
| Lotto-Belisol           | Topsport Vlaanderen-Baloise | 3M                            |
| Omega Pharma-Quick-Step | Wanty-Groupe Gobert         | BKCP-Powerplus                |
| Astana                  | Androni Giocattoli          | Cibel                         |
| Belkin                  | Cofidis                     | KwadrO-Stannah                |
| BMC Racing Team         | IAM Cycling                 | Vastgoedservice-Golden Palace |
| Giant-Shimano           | Neri Sottoli                | Veranclassic-Doltcini         |
|                         | RusVelo                     | Wallonie-Bruxelles            |

## Etappe-overzicht
| etappe | datum  | start                    | finish                   | type                | afstand  | winnaar       | klassementsleider |
| ------ | ------ | ------------------------ | ------------------------ | ------------------- | -------- | ------------- | ----------------- |
| 1e     | 28 mei | Lochristi                | Buggenhout               | Vlakke rit          | 173,6 km | Tom Boonen    | Tom Boonen        |
| 2e     | 29 mei | Lierde                   | Knokke-Heist             | Heuvelrit           | 170,4 km | Tom Boonen    | Tom Boonen        |
| 3e     | 30 mei | Diksmuide                | Diksmuide                | Individuele tijdrit | 16,7 km  | Tony Martin   | Tony Martin       |
| 4e     | 31 mei | Meren van de Eau d'Heure | Meren van de Eau d'Heure | Vlakke rit          | 184 km   | André Greipel | Tony Martin       |
| 5e     | 1 juni | Oerle                    | Oerle                    | Heuvelrit           | 178,7 km | Paul Martens  | Tony Martin       |

## Etappe-uitslagen

### 1e etappe
| Lochristi - Buggenhout (173,6 km) |                     |                             |          |
| Plaats                            | Naam                | Ploeg                       | Tijd     |
| Winnaar                           | Tom Boonen          | Omega Pharma-Quick-Step     | 3u51'43" |
| 2                                 | André Greipel       | Lotto-Belisol               | z.t.     |
| 3                                 | Theo Bos            | Belkin                      | z.t.     |
| 4                                 | Jonas Ahlstrand     | Giant-Shimano               | z.t.     |
| 5                                 | Andrea Guardini     | Astana                      | z.t.     |
| 6                                 | Danilo Napolitano   | Wanty-Groupe Gobert         | z.t.     |
| 7                                 | Francesco Chicchi   | Neri Sottoli                | z.t.     |
| 8                                 | Michael Van Staeyen | Topsport Vlaanderen-Baloise | z.t.     |
| 9                                 | Sascha Weber        | Veranclassic-Doltcini       | z.t.     |
| 10                                | Gert Steegmans      | Omega Pharma-Quick-Step     | z.t.     |

| Algemeen klassement |                   |                         |          |
| Plaats              | Naam              | Ploeg                   | Tijd     |
| Rode trui           | Tom Boonen        | Omega Pharma-Quick-Step | 3u51'43" |
| 2                   | André Greipel     | Lotto-Belisol           | + 4"     |
| 3                   | Theo Bos          | Belkin                  | + 6"     |
| 4                   | Niki Terpstra     | Omega Pharma-Quick-Step | + 7"     |
| 5                   | Greg Van Avermaet | BMC Racing Team         | + 8"     |
| 6                   | Jan Bakelants     | Omega Pharma-Quick-Step | + 9"     |
| 7                   | Jonas Ahlstrand   | Giant-Shimano           | + 10"    |
| 8                   | Andrea Guardini   | Astana                  | z.t.     |
| 9                   | Danilo Napolitano | Wanty-Groupe Gobert     | z.t.     |
| 10                  | Francesco Chicchi | Neri Sottoli            | z.t.     |

### 2e etappe
| Lierde - Knokke-Heist (170,4 km) |                     |                             |          |
| Plaats                           | Naam                | Ploeg                       | Tijd     |
| Winnaar                          | Tom Boonen          | Omega Pharma-Quick-Step     | 3u49'33" |
| 2                                | Gert Steegmans      | Omega Pharma-Quick-Step     | z.t.     |
| 3                                | Theo Bos            | Belkin                      | z.t.     |
| 4                                | Michael Van Staeyen | Topsport Vlaanderen-Baloise | z.t.     |
| 5                                | Thor Hushovd        | BMC Racing Team             | z.t.     |
| 6                                | Danilo Napolitano   | Wanty-Groupe Gobert         | z.t.     |
| 7                                | Louis Verhelst      | Cofidis                     | z.t.     |
| 8                                | Jonas Ahlstrand     | Giant-Shimano               | z.t.     |
| 9                                | Florian Sénéchal    | Cofidis                     | z.t.     |
| 10                               | Klaas Lodewyck      | BMC Racing Team             | z.t.     |

| Algemeen klassement |                     |                             |          |
| Plaats              | Naam                | Ploeg                       | Tijd     |
| Rode trui           | Tom Boonen          | Omega Pharma-Quick-Step     | 7u40'56" |
| 2                   | Theo Bos            | Belkin                      | + 12"    |
| 3                   | Gert Steegmans      | Omega Pharma-Quick-Step     | + 14"    |
| 4                   | André Greipel       | Lotto-Belisol               | z.t.     |
| 5                   | Greg Van Avermaet   | BMC Racing Team             | + 15"    |
| 6                   | Niki Terpstra       | Omega Pharma-Quick-Step     | + 16"    |
| 7                   | Philippe Gilbert    | BMC Racing Team             | + 18"    |
| 8                   | Jan Bakelants       | Omega Pharma-Quick-Step     | + 19"    |
| 9                   | Michael Van Staeyen | Topsport Vlaanderen-Baloise | + 20"    |
| 10                  | Danilo Napolitano   | Wanty-Groupe Gobert         | z.t.     |

### 3e etappe

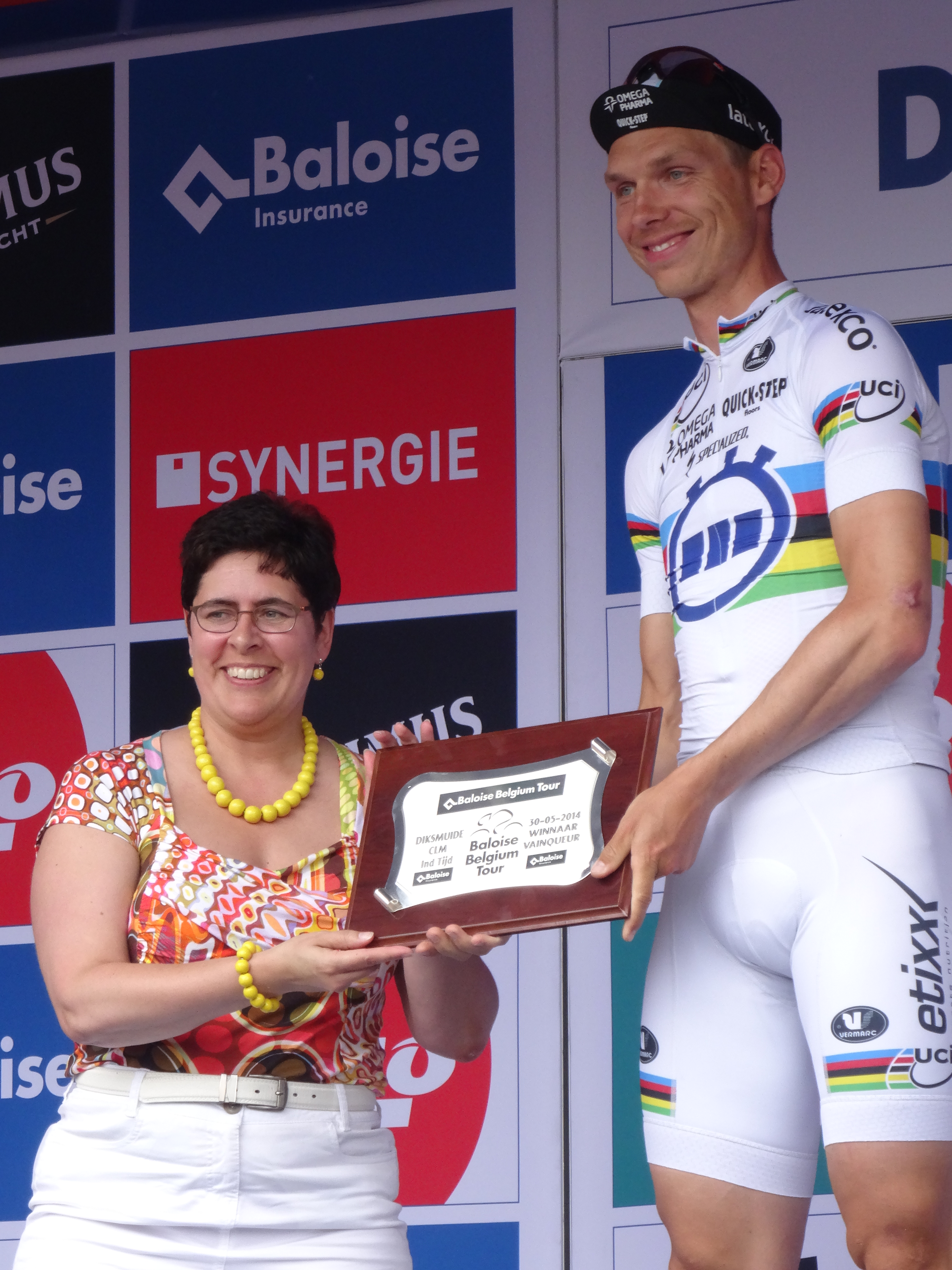
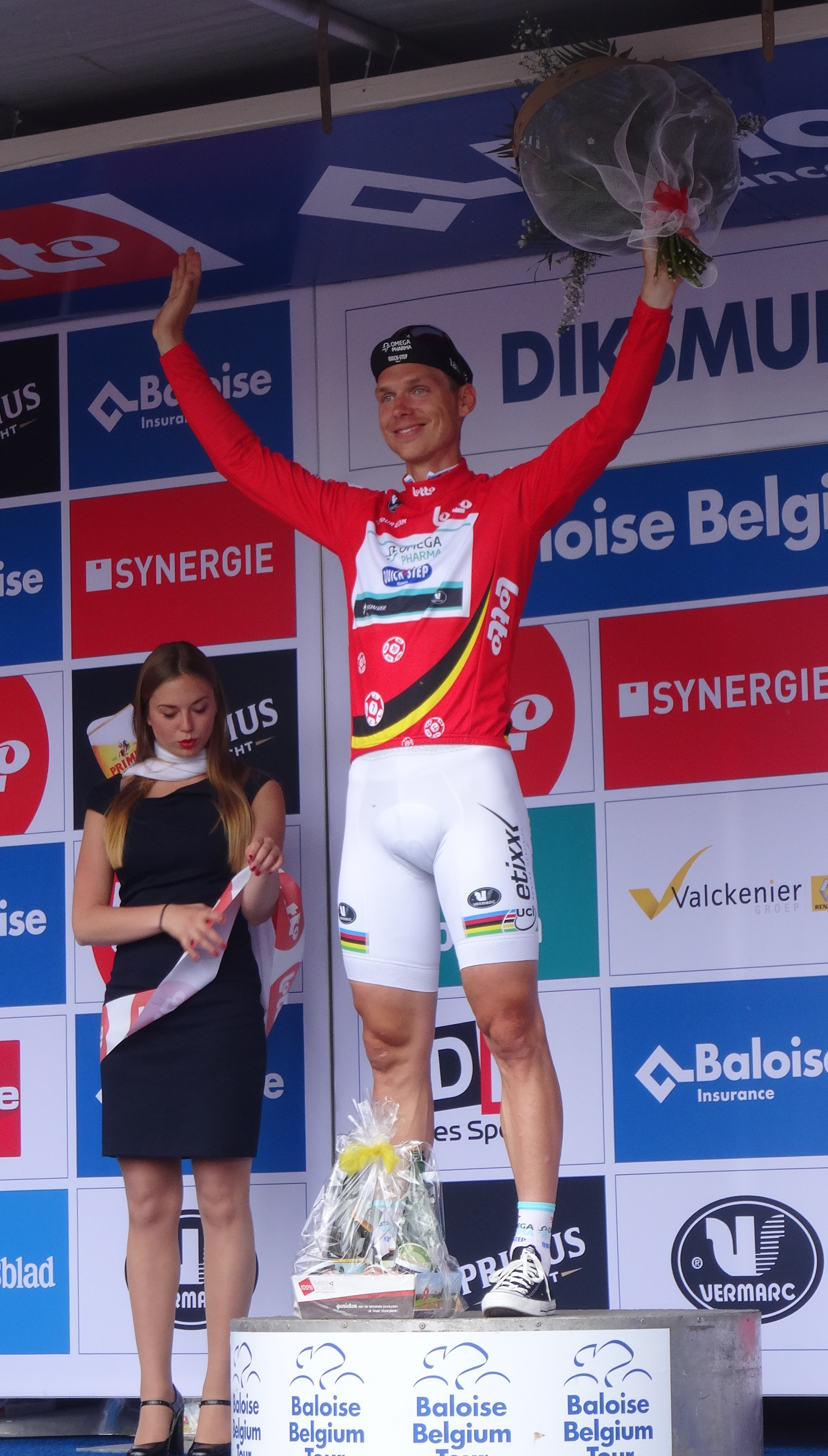
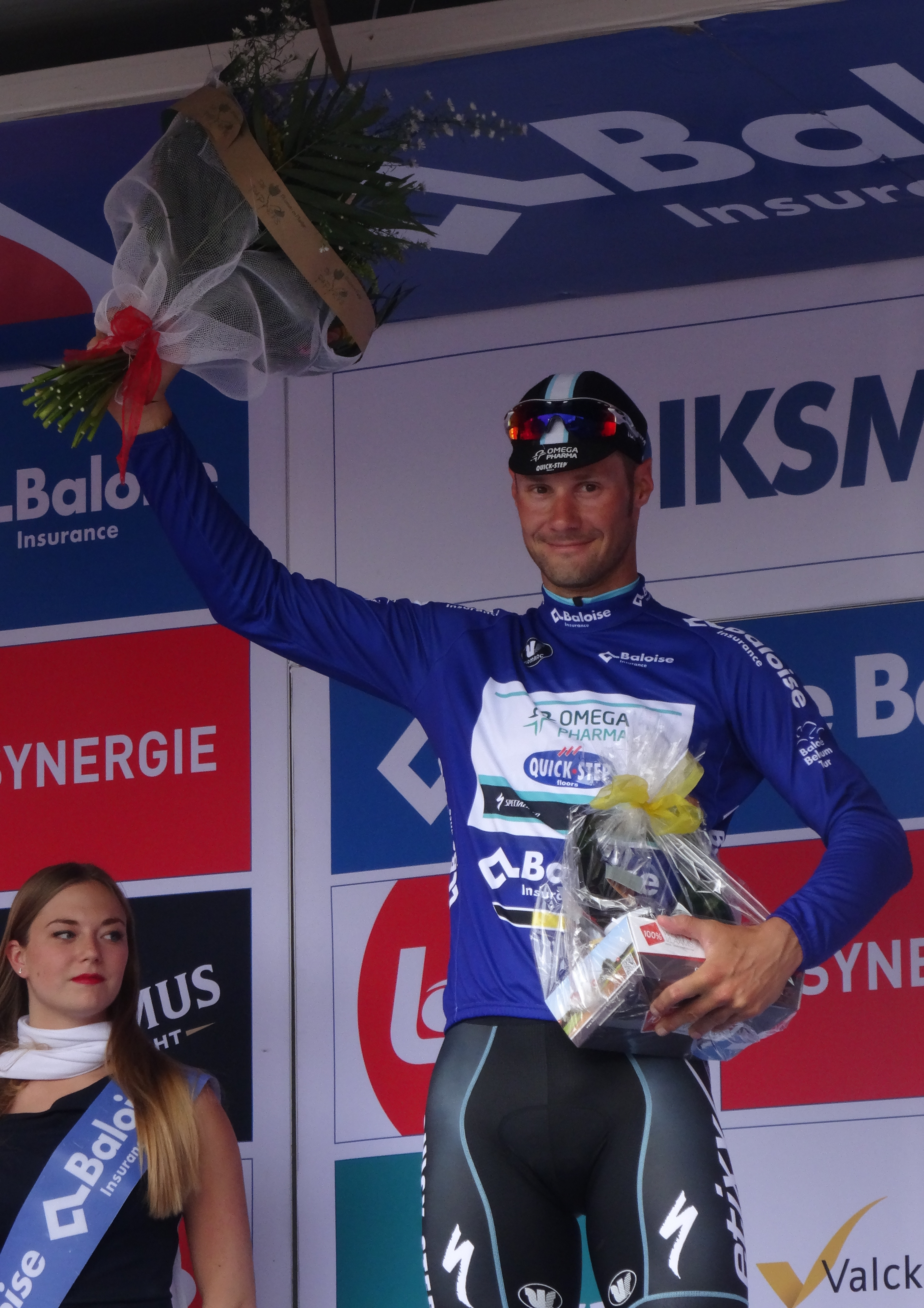
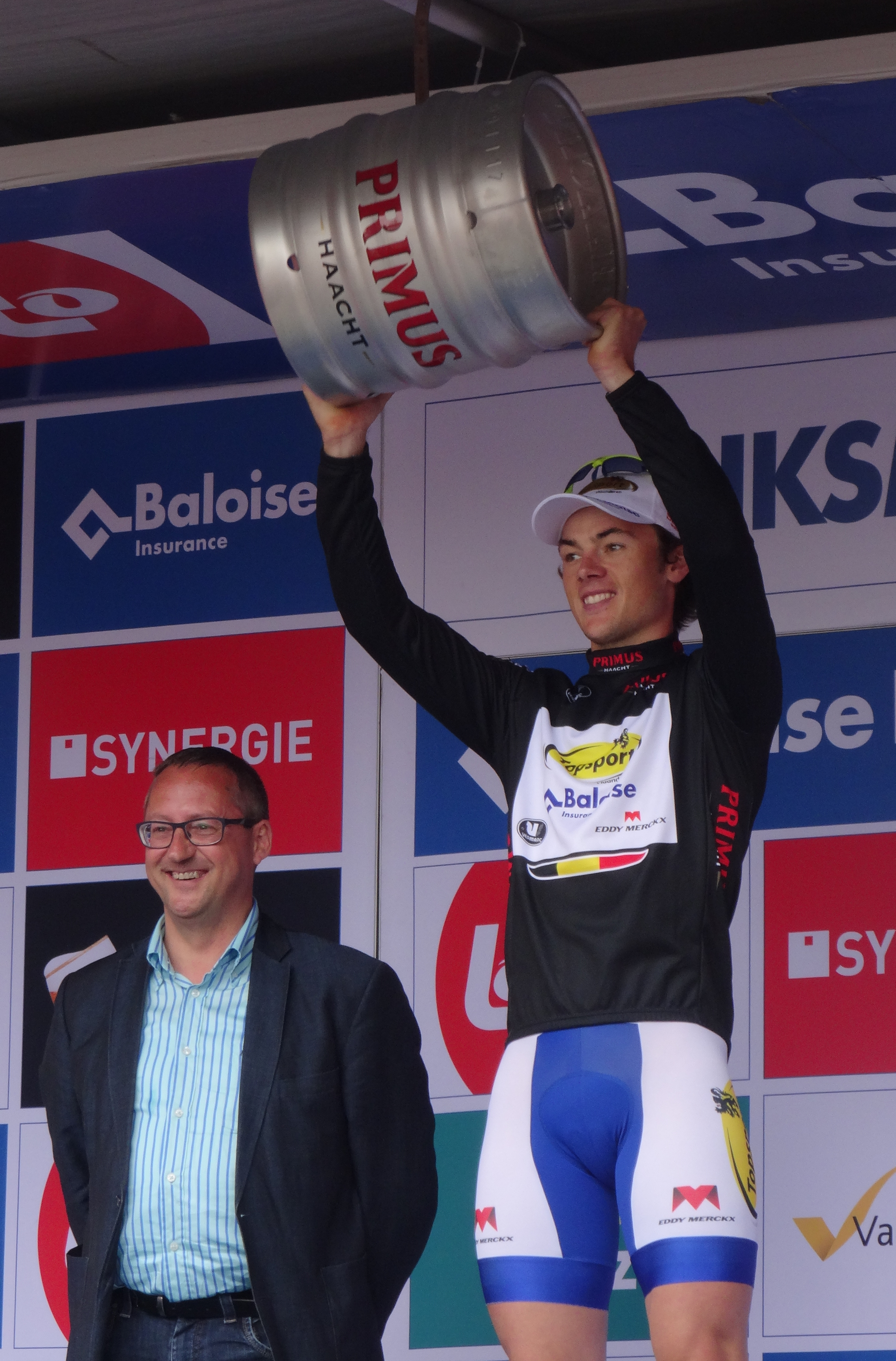
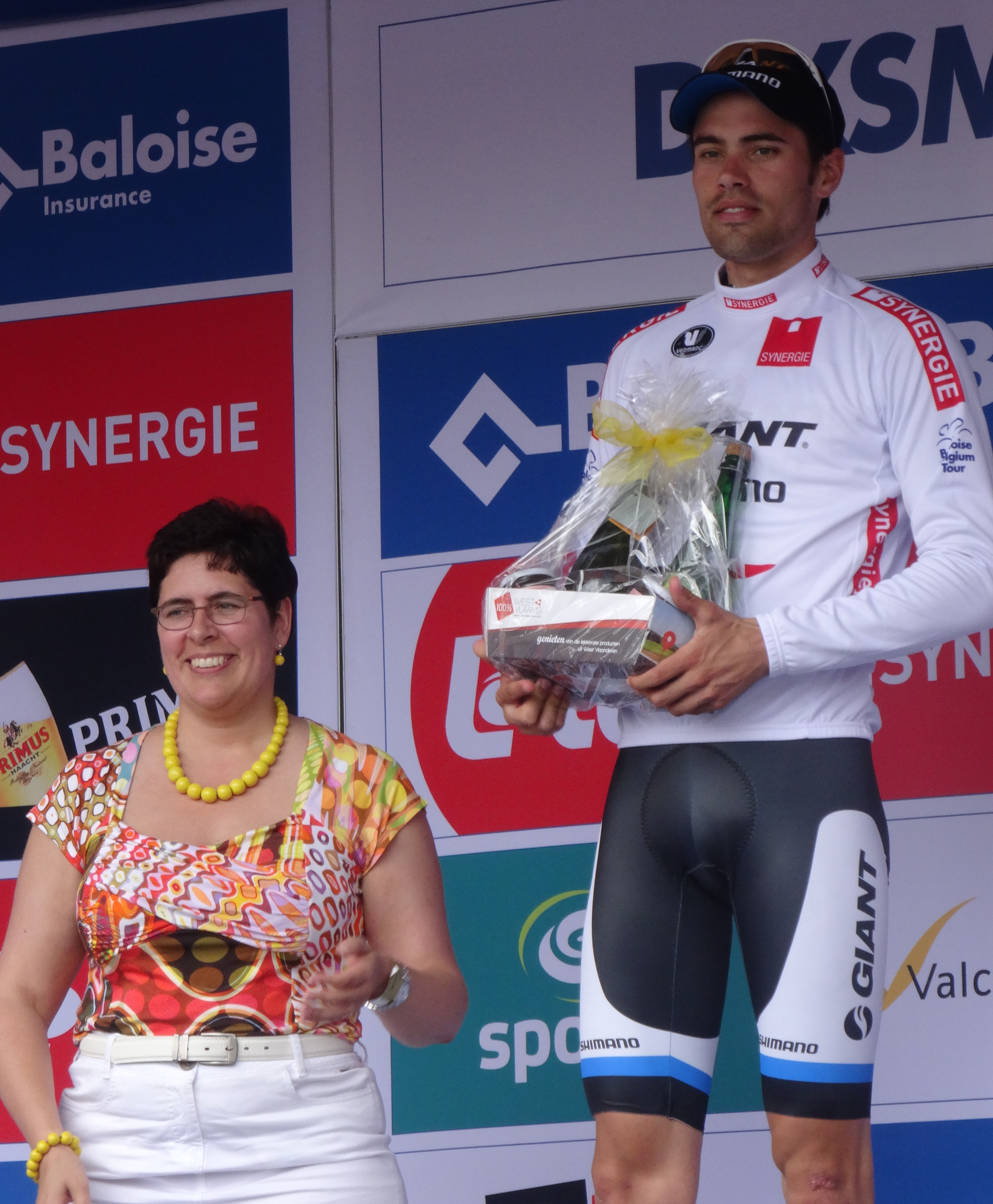

| Diksmuide - Diksmuide (16,7 km (ITT)) |                  |                         |        |
| Plaats                                | Naam             | Ploeg                   | Tijd   |
| Winnaar                               | Tony Martin      | Omega Pharma-Quick-Step | 19'43" |
| 2                                     | Tom Dumoulin     | Giant-Shimano           | + 16"  |
| 3                                     | Sylvain Chavanel | IAM Cycling             | + 26"  |
| 4                                     | Silvan Dillier   | BMC Racing Team         | + 44"  |
| 5                                     | Matthias Brändle | IAM Cycling             | + 47"  |
| 6                                     | Philippe Gilbert | BMC Racing Team         | + 48"  |
| 7                                     | Cyril Lemoine    | Cofidis                 | + 51"  |
| 8                                     | Artem Ovetsjkin  | RusVelo                 | z.t.   |
| 9                                     | Chad Haga        | Giant-Shimano           | + 53"  |
| 10                                    | Reto Hollenstein | IAM Cycling             | + 56"  |

| Algemeen klassement |                  |                         |           |
| Plaats              | Naam             | Ploeg                   | Tijd      |
| Rode trui           | Tony Martin      | Omega Pharma-Quick-Step | 16u31'11" |
| 2                   | Tom Dumoulin     | Giant-Shimano           | + 16"     |
| 3                   | Sylvain Chavanel | IAM Cycling             | + 26"     |
| 4                   | Philippe Gilbert | BMC Racing Team         | + 46"     |
| 5                   | Matthias Brändle | IAM Cycling             | + 47"     |
| 6                   | Cyril Lemoine    | Cofidis                 | + 51"     |
| 7                   | Artem Ovetsjkin  | RusVelo                 | z.t.      |
| 8                   | Chad Haga        | Giant-Shimano           | + 53"     |
| 9                   | Reto Hollenstein | IAM Cycling             | + 56"     |
| 10                  | Jan Ghyselinck   | Wanty-Groupe Gobert     | z.t.      |

### 4e etappe
| Meren van de Eau d'Heure - Meren van de Eau d'Heure (184 km) |                      |                             |          |
| Plaats                                                       | Naam                 | Ploeg                       | Tijd     |
| Winnaar                                                      | André Greipel        | Lotto-Belisol               | 4u16'11" |
| 2                                                            | Roman Maikin         | RusVelo                     | z.t.     |
| 3                                                            | Philippe Gilbert     | BMC Racing Team             | z.t.     |
| 4                                                            | Mathieu van der Poel | BKCP-Powerplus              | z.t.     |
| 5                                                            | Francesco Gavazzi    | Astana                      | z.t.     |
| 6                                                            | Kenneth Vanbilsen    | Topsport Vlaanderen-Baloise | z.t.     |
| 7                                                            | Koen de Kort         | Giant-Shimano               | z.t.     |
| 8                                                            | Gerry Druyts         | 3M                          | z.t.     |
| 9                                                            | Greg Van Avermaet    | BMC Racing Team             | z.t.     |
| 10                                                           | Sascha Weber         | Veranclassic-Doltcini       | z.t.     |

| Algemeen klassement |                  |                         |           |
| Plaats              | Naam             | Ploeg                   | Tijd      |
| Rode trui           | Tony Martin      | Omega Pharma-Quick-Step | 16u31'11" |
| 2                   | Tom Dumoulin     | Giant-Shimano           | + 16"     |
| 3                   | Sylvain Chavanel | IAM Cycling             | + 26"     |
| 4                   | Philippe Gilbert | BMC Racing Team         | + 46"     |
| 5                   | Matthias Brändle | IAM Cycling             | + 47"     |
| 6                   | Cyril Lemoine    | Cofidis                 | + 51"     |
| 7                   | Artem Ovetsjkin  | RusVelo                 | z.t.      |
| 8                   | Chad Haga        | Giant-Shimano           | + 53"     |
| 9                   | Reto Hollenstein | IAM Cycling             | + 56"     |
| 10                  | Jan Ghyselinck   | Wanty-Groupe Gobert     | z.t.      |

### 5e etappe
| Oerle - Oerle (178,7 km) |                   |                             |      |
| Plaats                   | Naam              | Ploeg                       | Tijd |
| Winnaar                  | Paul Martens      | Belkin                      | z.t. |
| 2                        | Francesco Gavazzi | Astana                      | z.t. |
| 3                        | Greg Van Avermaet | BMC Racing Team             | z.t. |
| 4                        | Niki Terpstra     | Omega Pharma-Quick-Step     | z.t. |
| 5                        | Kris Boeckmans    | Lotto-Belisol               | z.t. |
| 6                        | Philippe Gilbert  | BMC Racing Team             | z.t. |
| 7                        | Greg Henderson    | Lotto-Belisol               | z.t. |
| 8                        | Edward Theuns     | Topsport Vlaanderen-Baloise | z.t. |
| 9                        | Marcel Meisen     | KwadrO-Stannah              | z.t. |
| 10                       | Cyril Lemoine     | Cofidis                     | z.t. |

## Eindklassementen
| Plaats    | Naam              | Ploeg                         | Tijd      |
| --------- | ----------------- | ----------------------------- | --------- |
| Rode trui | Tony Martin       | Omega Pharma-Quick-Step       | 16u31'11" |
| 2         | Tom Dumoulin      | Giant-Shimano                 | + 16"     |
| 3         | Sylvain Chavanel  | IAM Cycling                   | + 26"     |
| 4         | Philippe Gilbert  | BMC Racing Team               | + 38"     |
| 5         | Matthias Brändle  | IAM Cycling                   | + 47"     |
| 6         | Cyril Lemoine     | Cofidis                       | + 51"     |
| 7         | Artem Ovetsjkin   | RusVelo                       | z.t.      |
| 8         | Jan Ghyselinck    | Wanty-Groupe Gobert           | + 55"     |
| 9         | Niki Terpstra     | Omega Pharma-Quick-Step       | + 56"     |
| 10        | Greg Van Avermaet | BMC Racing Team               | + 57"     |
| 11        | Florian Sénéchal  | Cofidis                       | + 59"     |
| 12        | Sander Cordeel    | Vastgoedservice-Golden Palace | + 1'01"   |
| 13        | Jan Bakelants     | Omega Pharma-Quick-Step       | + 1'06"   |
| 14        | Rob Ruijgh        | Vastgoedservice-Golden Palace | + 1'08"   |
| 15        | Paul Martens      | Belkin                        | + 1'10"   |
| 16        | Bram Tankink      | Belkin                        | + 1'19"   |
| 17        | Sep Vanmarcke     | Belkin                        | z.t.      |
| 18        | Edward Theuns     | Topsport Vlaanderen-Baloise   | + 1'20"   |
| 19        | Ilnur Zakarin     | RusVelo                       | + 1'23"   |
| 20        | Dries Devenyns    | Giant-Shimano                 | + 1'26"   |

| Plaats      | Naam              | Ploeg                   | Punten |
| ----------- | ----------------- | ----------------------- | ------ |
| Blauwe trui | Philippe Gilbert  | BMC Racing Team         | 100    |
| 2           | Greg Van Avermaet | BMC Racing Team         | 72     |
| 3           | Tom Boonen        | Omega Pharma-Quick-Step | 60     |
|             |                   |                         |        |
| 6           | Niki Terpstra     | Omega Pharma-Quick-Step | 52     |

| Plaats      | Naam              | Ploeg                       | Punten |
| ----------- | ----------------- | --------------------------- | ------ |
| Zwarte trui | Yves Lampaert     | Topsport Vlaanderen-Baloise | 36     |
| 2           | Frédéric Amorison | Wallonie-Bruxelles          | 26     |
| 3           | Marcel Aregger    | IAM Cycling                 | 24     |
|             |                   |                             |        |
| 10          | Tom Dumoulin      | Giant-Shimano               | 16     |

| Plaats     | Naam             | Ploeg                       | Tijd      |
| ---------- | ---------------- | --------------------------- | --------- |
| Witte trui | Tom Dumoulin     | Giant-Shimano               | 16u31'27" |
| 2          | Matthias Brändle | IAM Cycling                 | + 31"     |
| 3          | Florian Sénéchal | Cofidis                     | + 43"     |
|            |                  |                             |           |
| 4          | Edward Theuns    | Topsport Vlaanderen-Baloise | + 1'04"   |

| Plaats | Ploeg                   | Tijd      |
| ------ | ----------------------- | --------- |
|        | Omega Pharma-Quick-Step | 49u35'40" |
| 2      | BMC Racing Team         | + 48"     |
| 3      | Cofidis                 | + 57"     |
|        |                         |           |
| 5      | Belkin                  | + 1'31"   |

## Klassementenverloop
| Etappe       | Winnaar       | Algemeen klassement · | Puntenklassement · | Strijdlustklassement · | Jongerenklassement · | Ploegenklassement       |
| ------------ | ------------- | --------------------- | ------------------ | ---------------------- | -------------------- | ----------------------- |
| 1            | Tom Boonen    | Tom Boonen            | Tom Boonen         | Pieter Vanspeybrouck   | Jonas Ahlstrand      | Omega Pharma-Quick-Step |
| 2            | Tom Boonen    | Tom Boonen            | Tom Boonen         | Yves Lampaert          | Jonas Ahlstrand      | Omega Pharma-Quick-Step |
| 3            | Tony Martin   | Tony Martin           | Tom Boonen         | Yves Lampaert          | Tom Dumoulin         | Omega Pharma-Quick-Step |
| 4            | André Greipel | Tony Martin           | Philippe Gilbert   | Yves Lampaert          | Tom Dumoulin         | Omega Pharma-Quick-Step |
| 5            | Paul Martens  | Tony Martin           | Philippe Gilbert   | Yves Lampaert          | Tom Dumoulin         | Omega Pharma-Quick-Step |
| 0Eindstanden | 0Eindstanden  | Tony Martin           | Philippe Gilbert   | Yves Lampaert          | Tom Dumoulin         | Omega Pharma-Quick-Step |

## UCI Europe Tour
In deze Ronde van België zijn punten te verdienen voor de ranking in de UCI Europe Tour 2014. Enkel renners die uitkomen voor een (pro-)continentale ploeg, maken aanspraak om punten te verdienen.
| Positie                      | 1e  | 2e | 3e | 4e | 5e | 6e | 7e | 8e | 9e | 10e | 11e | 12e | 13e | 14e | 15e |
| Eindklassement               | 100 | 70 | 40 | 30 | 25 | 20 | 15 | 10 | 9  | 8   | 7   | 6   | 5   | 4   | 3   |
| Per etappe                   | 20  | 14 | 8  | 7  | 6  | 5  | 4  | 2  |    |     |     |     |     |     |     |
| Drager leiderstrui (per dag) | 10  |    |    |    |    |    |    |    |    |     |     |     |     |     |     |

| #  | Renner               | Ploeg                         | Punten |
| -- | -------------------- | ----------------------------- | ------ |
| 1  | Sylvain Chavanel     | IAM Cycling                   | 48     |
| 2  | Matthias Brändle     | IAM Cycling                   | 31     |
| 3  | Cyril Lemoine        | Cofidis                       | 24     |
| 4  | Artem Ovetsjkin      | RusVelo                       | 17     |
| 5  | Roman Maikin         | RusVelo                       | 14     |
| 6  | Danilo Napolitano    | Wanty-Groupe Gobert           | 10     |
| 6  | Jan Ghyselinck       | Wanty-Groupe Gobert           | 10     |
| 8  | Michael Van Staeyen  | Topsport Vlaanderen-Baloise   | 9      |
| 9  | Mathieu van der Poel | BKCP-Powerplus                | 7      |
| 9  | Florian Sénéchal     | Cofidis                       | 7      |
| 11 | Sander Cordeel       | Vastgoedservice-Golden Palace | 6      |
| 12 | Kenneth Vanbilsen    | Topsport Vlaanderen-Baloise   | 5      |
| 13 | Francesco Chicchi    | Neri Sottoli                  | 4      |
| 13 | Louis Verhelst       | Cofidis                       | 4      |
| 13 | Rob Ruijgh           | Vastgoedservice-Golden Palace | 4      |
| 16 | Gerry Druyts         | 3M                            | 2      |
| 16 | Edward Theuns        | Topsport Vlaanderen-Baloise   | 2      |

Mannen:
1908 · 1909 · 1910 · 1911 · 1912 · 1913 · 1914 · 1915-1918 · 1920 · 1921 · 1922 · 1923 · 1924 · 1925 · 1926 · 1927 · 1928 · 1929 · 1930 · 1931 · 1932 · 1933 · 1934 · 1935 · 1936 · 1937 · 1938 · 1939 · 1940-1944 · 1945 · 1946 · 1947 · 1948 · 1949 · 1950 · 1951 · 1952 · 1953 · 1954 · 1955 · 1956 · 1957 · 1958 · 1959 · 1960 · 1961 · 1962 · 1963 · 1964 · 1965 · 1966 · 1967 · 1968 · 1969 · 1970 · 1971 · 1972 · 1973 · 1974 · 1975 · 1976 · 1977 · 1978 · 1979 · 1980 · 1981 · 1982-1983 · 1984 · 1985 · 1986 · 1987 · 1988 · 1989 · 1990 · 1991-2001 · 2002 · 2003 · 2004 · 2005 · 2006 · 2007 · 2008 · 2009 · 2010 · 2011 · 2012 · 2013 · 2014 · 2015 · 2016 · 2017 · 2018 · 2019 · 2020 · 2021 · 2022 · 2023 · 2024
Vrouwen:
2012 ·
2013 · 2014 · 2015 · 2016 · 2017 · 2018 · 2019 · 2020 · 2021 · 2022 · 2023
Etappewedstrijden

 Ster van Bessèges ·
 Ronde van de Middellandse Zee ·
 Ruta del Sol ·
 Ronde van de Algarve ·
 Ronde van de Haut-Var ·
 Driedaagse van West-Vlaanderen ·
 Internationale Wielerweek ·
 Internationaal Wegcriterium ·
 Driedaagse van De Panne-Koksijde ·
 Ronde van de Sarthe ·
 Ronde van Trentino ·
 Ronde van Turkije ·
 Vierdaagse van Duinkerke ·
 Ronde van Azerbeidzjan ·
 Szlakiem Grodów Piastowskich ·
 Ronde van Castilië en León ·
 Ronde van Picardië ·
 Ronde van Noorwegen ·
 World Ports Classic ·
 Ronde van Beieren ·
 Ronde van België ·
 Tour des Fjords ·
 Ronde van Estland ·
 Ronde van Luxemburg ·
 Boucles de la Mayenne ·
 Ster ZLM Toer ·
 Ronde van Slovenië ·
 Route du Sud ·
 Ronde van Oostenrijk ·
 Sibiu Cycling Tour ·
 Ronde van Wallonië ·
 Ronde van Portugal ·
 Ronde van Denemarken ·
 Ronde van de Ain ·
 Ronde van Burgos ·
 Arctic Race of Norway ·
 Ronde van de Limousin ·
 Ronde van Poitou-Charentes ·
 Ronde van Groot-Brittannië ·
 Ronde van Gévaudan Languedoc-Roussillon ·
 Eurométropole Tour
Eendaagse wedstrijden

 GP La Marseillaise ·
 Grote Prijs van de Etruskische Kust ·
 Trofeo Palma ·
 Trofeo Ses Salines ·
 Trofeo Serra de Tramuntana ·
 Trofeo Platja de Muro ·
 Trofeo Laigueglia ·
 Ronde van Murcia ·
 Omloop Het Nieuwsblad ·
 Classic Sud Ardèche ·
 GP Lugano ·
 Clásica de Almería ·
 Kuurne-Brussel-Kuurne ·
 La Drôme Classic ·
 Le Samyn ·
 GP Città di Camaiore ·
 Strade Bianche ·
 Roma Maxima ·
 Ronde van Drenthe ·
 Dwars door Drenthe ·
 Nokere Koerse ·
 GP Nobili Rubinetterie ·
 Handzame Classic ·
 Classic Loire-Atlantique ·
 Grote Prijs van Cholet-Pays de Loire ·
 Dwars door Vlaanderen ·
 Route Adélie de Vitré ·
 Volta Limburg Classic ·
 Grote Prijs Miguel Indurain ·
 Ronde van La Rioja ·
 Scheldeprijs ·
 GP Cerami ·
 Klasika Primavera ·
 Parijs-Camembert ·
 Brabantse Pijl ·
 GP Denain ·
 Ronde van de Finistère ·
 Tro Bro Léon ·
 Ronde van Keulen ·
 La Roue Tourangelle ·
 Rund um den Finanzplatz Eschborn-Frankfurt ·
 Ronde van de Somme ·
 ProRace Berlin ·
 Grote Prijs van Plumelec ·
 Boucles de l'Aulne ·
 Ronde van Zeeland Seaports ·
 GP Kanton Aargau ·
 Ronde van Limburg ·
 Ronde van de Apennijnen ·
 Halle-Ingooigem ·
 Prueba Villafranca de Ordizia ·
 GP Industria & Artigianato-Larciano ·
 Ronde van Toscane ·
 Circuito de Getxo ·
 Polynormande ·
 RideLondon Classic ·
 GP Stad Zottegem ·
 Arnhem-Veenendaal Classic ·
 Châteauroux Classic de l'Indre ·
 Druivenkoers Overijse ·
 Brussels Cycling Classic ·
 GP Fourmies ·
 Ronde van de Doubs ·
 GP Jef Scherens ·
 Coppa Bernocchi ·
 GP van Wallonië ·
 Coppa Agostoni ·
 Ronde van de Drie Valleien ·
 Kampioenschap van Vlaanderen ·
 Grote Prijs Impanis-Van Petegem ·
 Memorial Marco Pantani ·
 GP Industria & Commercio di Prato ·
 GP van Isbergues ·
 Omloop van het Houtland ·
 Duo Normand ·
 Milaan-Turijn ·
 Ronde van het Münsterland ·
 Ronde van de Vendée ·
 Memorial Frank Vandenbroucke ·
 Coppa Sabatini ·
 Parijs-Bourges ·
 Ronde van Emilia ·
 Parijs-Tours ·
 GP Beghelli ·
 Nationale Sluitingsprijs ·
 Chrono des Nations